# پاییز شیدا
پاییز شیدا (انگلیسی: Shayda) یک فیلم درام ایرانی محصول ۲۰۲۳ به نویسندگی و کارگردانی نورا نیاسری و تهیه‌کنندگی کیت بلانشت است.

## بازیگران
- زر امیرابراهیمی در نقش شیدا
- اسامه سامی در نقش حسین
- لیا پرسل در نقش جویس
- موژان آریا در نقش فرهاد
- جیلیان نگوین در نقش وی
- سلینا زاهدنیا در نقش مونا
- رینا موسوی در نقش الی
- اوا موری در نقش لارا
- لوسیندا آرمسترانگ هال در نقش رنی
- بیو کیلیک در نقش کتی
- جروم مه‌یر در نقش پی‌یر[۳][۴][۵][۶][۷]